# ألان دنيس
ألان دنيس (بالإنجليزية: Alan Dennis)‏ (22 فبراير 1951 بكولشيستر في المملكة المتحدة - ) هو لاعب كرة قدم بريطاني في مركز الدفاع. لعب مع كولتشستر يونايتد ونادي دوفر أتليتيك.